# Hafizh Syahrin

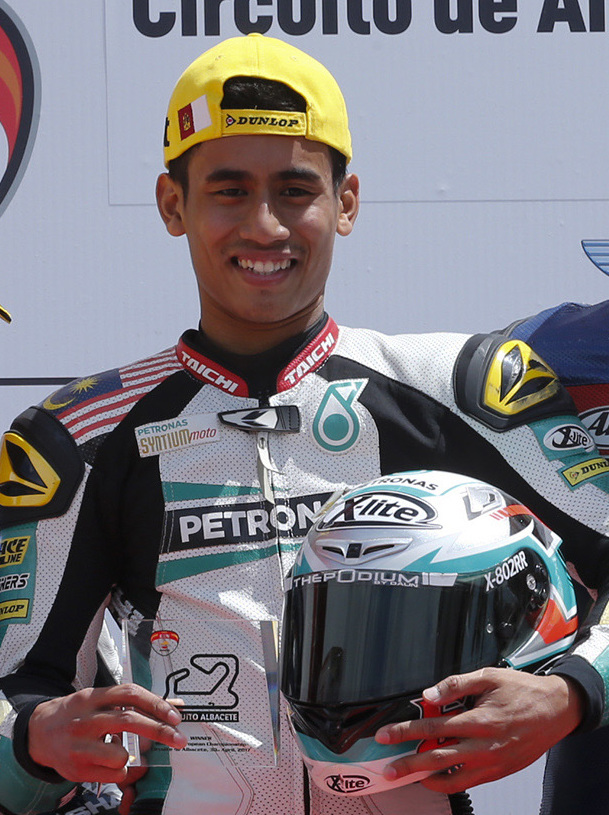
Hafizh Syahrin

Hafizh Syahrin, född 5 maj 1994 i Ampang, är en malaysisk roadracingförare. Han har tävlat i MotoGP och Moto2 i världsmästerskapen i Grand Prix Roadracing från 2014 till 2021.

## Tävlingskarriär
Syahrin började tävla som barn i minimoto och gick 2007, vid 13 års ålder, över till fullstora motorcyklar. Säsongen 2010 körde han på internationell nivå i Asia Road Racing Championship (ARRC) och öppna spanska mästerskapen (CEV). 2011 blev Syahrin fyra i ARRC. Han gjorde också VM-debut som wildcard i Moto2 vid Malaysias Grand Prix 2011. Även 2012 fick Syahrin ett wildcard till Malaysias GP. Han var mycket oväntat i ledning av racet några varv men passerades av flera förare på en regnvåt bana och kom i mål som fyra. Resultatet ändrades senare till en tredjeplats på grund av att Anthony West diskvalificerades för dopning. 2013 fortsatte Syharin i CEV och kom trea i Moto2-klassen. Han gjorde också fyra starter i VM.
Från Roadracing-VM 2014 till Roadracing-VM 2017 körde Syahrin heltid i Moto2-klassen i VM för Petronas Raceline Malaysia på en Kalex-motorcykel. Han kom på 19:e plats 2014, 16:e plats 2015, 9:e plats 2016 och 10:e plats 2017.
Roadracing-VM 2018 fick Syahrin hoppa in i Tech 3-stallet i MotoGP när Jonas Folger avstod sin plats på grund av sjukdom. Trots kort förberedelse gjorde Syahrin tämligen goda resultat och blev näst bäste nykomling, endast fyra poäng efter Franco Morbidelli. Han kom på 16:e plats totalt i VM. Syahrin följde med Tech 3 när de bytte till KTM-motorcyklar säsongen 2019. Han lyckades sämre än året innan och kom på 23:e plats i VM. Till 2020 flyttade Syharin ner i Moto2-klassen. Efter två mindre lyckade säsongenr där avslutade Syharin sin VM-karriär.